# Conferenza preliminare sulla telegrafia senza fili
La Conferenza preliminare sulla telegrafia senza fili, tenutasi a Berlino, in Germania, dal 4 al 13 agosto 1903, esaminò le questioni relative alla comunicazione radio (allora nota come "telegrafia senza fili"), in preparazione alla prima Convenzione radiotelegrafica internazionale tenutasi tre anni dopo. Questo è stato il primo incontro di più nazioni per discutere lo sviluppo di standard radiofonici mondiali.

## Contesto
La causa pretestuale della conferenza nacque da un inconveniente. All'inizio del 1902 il principe Heinrich di Prussia, fratello del Kaiser tedesco, si trovava a bordo della SS Deutschland. Egli tentò di inviare un messaggio tramite il telegrafo senza fili presente sulla nave per ringraziare il presidente degli Stati Uniti Theodore Roosevelt per la sua recente ospitalità. La nave era equipaggiata con apparecchiature radio Slaby-d'Arco e non riuscì a far accettare il messaggio telegrafico da una stazione costiera situata al largo di Nantucket, Massachusetts, che utilizzava apparecchiature della Marconi Company ed era gestita dal personale della stessa. Ciò era dovuto alla politica della compagnia Marconi di ignorare le trasmissioni da tutte le navi non equipaggiate con sistemi Marconi, tranne in caso di emergenza. In risposta, il governo tedesco inviò note diplomatiche chiedendo ai paesi selezionati di partecipare ad una conferenza che affrontasse la questione delle comunicazioni radio internazionali.

## Azioni
Ne risultò l'organizzazione di una  conferenza che si tenne nell'agosto 1903 a Berlino e vide la partecipazione di rappresentanti di nove paesi: Germania, Austria, Spagna, Stati Uniti d'America, Francia, Ungheria, Russia, Gran Bretagna e Italia. Al termine, il 13 agosto 1903, la conferenza adottò un protocollo finale composto da otto articoli che i partecipanti decisero di proporre per l'adozione da parte dei rispettivi governi.
Oltre alle questioni operative di base, la questione principale affrontata dai partecipanti fu la necessità di un accesso illimitato alle stazioni costiere, anche quando le stazioni comunicanti erano gestite da società diverse. Ciò fu affrontato dalla sezione 2 dell'Articolo I del Protocollo finale, che affermava: "Le stazioni costiere sono tenute a ricevere e trasmettere telegrammi originati da navi in mare senza distinzione per quanto riguarda i sistemi di telegrafia senza fili utilizzati da dette navi".  Una preoccupazione di fondo, soprattutto da parte della Germania, era che il monopolio di Marconi avrebbe portato anche al controllo  delle comunicazioni radio internazionali proprio nel paese d’origine di Marconi, la Gran Bretagna, che già aveva il controllo dei cavi telegrafici sottomarini internazionali. Tuttavia, i funzionari di Marconi si opposero fermamente a questo requisito di interconnessione, sulla base del fatto che i sistemi concorrenti violavano tutti i brevetti Marconi, e questo avrebbe anche consentito di "scaricare gratuitamente" l'ampia rete di stazioni costiere Marconi che erano state costruite con grandi spese. Poiché avevano utilizzato principalmente apparecchiature Marconi, sia la Gran Bretagna che l'Italia dichiararono di non sostenere pienamente questa proposta di interconnessione. 
Fu stabilito che l'anno successivo si sarebbe tenuto a Berlino un convegno completo di follow-up per approfondire le questioni discusse nella conferenza originale. Tuttavia, questa prima Convenzione internazionale sul radiotelegrafo subì un certo ritardo e fu convocata nel 1906. 

## Riferimenti
1. 1 2  "Objections to Monopoly", History of Communications-electronics in the United States Navy by Linwood S. Howeth, 1963, pages 70-71.
2. ↑  "The Slaby-Arco Portable Field Equipment for Wireless Telegraphy" by A. Frederick Collins, Scientific American, December 28, 1901, pages 425-426.
3. ↑  "Recent Wireless Telegraphic Developments", The Electrician, April 4, 1902, pages 942-943.
4. ↑  "Z.: Final Protocol: Article I: Section 2" "Final Protocol: Preliminary Conference Concerning Wireless Telegraphy", August 13, 1903, page 12.
5. ↑  "The First International Radio Telegraphic Conference, Berlin, 1903", History of Communications-electronics in the United States by Linwood S. Howeth, 1963, pages 71-72.
6. ↑  "The Second International Radio Telegraphic Conference, Berlin, 1906", History of Communications-electronics in the United States by Linwood S. Howeth, 1963, pages 118-124.

## link esterno
- "Protocollo finale: conferenza preliminare sulla telegrafia senza fili", 13 agosto 1903, pagine 12-14.
- "Elenco completo delle conferenze radiofoniche" (ITU.int)